# Chrysobothris pubilineata
Chrysobothris pubilineata är en skalbaggsart som beskrevs av Vogt 1949. Chrysobothris pubilineata ingår i släktet Chrysobothris och familjen praktbaggar. Inga underarter finns listade i Catalogue of Life.